# Титаренко Владислав Вадимович
Владисла́в Вади́мович Титаре́нко (1994—2023) — український лікар, лейтенант медичної служби Збройних сил України, учасник російсько-української війни, що відзначився у ході російського вторгнення в Україну. Герой України (2024, посмертно).

## Життєпис
Народився 13 вересня 1994 року в селищі Борова Ізюмського району Харківської області. Закінчив харківську гімназію № 172. Навчався в Харківському національному медичному університеті, закінчив у 2018 році. Отримав диплом із відзнакою та обрав спеціальність хірурга. У 2017 році закінчив військову кафедру та отримав звання молодшого лейтенанта медичної служби запасу. Після закінчення інтернатури працював у 25-й клінічній лікарні м. Харкова.
З початку російського вторгнення в Україну працював у 25-ій клінічній лікарні м. Харкова, де надавав меддопомогу пораненим 7 грудня 2022 року Владислава Титаренка мобілізували до військового шпиталю в Харкові. Згодом працював у мобільному військовому шпиталі у Куп'янському районі, протягом кількох останніх місяців обіймав посаду командира передової хірургічної групи та основного хірурга.
Загинув 5 серпня 2023 року внаслідок російського удару керованою авіабомбою по центру переливання крові у с. Кругляківці на Харківщині. Внаслідок цього спалахнула пожежа; на місці загинули двоє людей.

## Нагороди
- Звання Герой України з удостоєнням ордена «Золота Зірка» (24 лютого 2024, посмертно) — за особисту мужність і героїзм, виявлені у захисті державного суверенітету та територіальної цілісності України, самовіддане служіння Українському народові[4].